# Треугольник Ленне
Треугольник Ленне́ (нем. Lenné-Dreieck) — участок у Потсдамской площади в Берлине, ограниченный улицами Леннештрассе, Бельвюштрассе и Эбертштрассе. Получил название по улице Ленне, в свою очередь названной в честь ландшафтного архитектора XIX века Петера Йозефа Ленне, превратившего близлежащий Большой Тиргартен в ландшафтный парк. Во времена разделённого Берлина Треугольник Ленне, хотя и находился к западу от проходившей здесь Берлинской стены, принадлежал Восточному Берлину. Помимо этой странности в оформлении границы, в 1988 году Треугольник Ленне обрёл известность в связи с его захватом западноберлинскими левыми. В современном Берлине в Треугольнике Ленне находятся Центр Байсхайма и парк Генриетты Герц.

## История

### До 1945 года
Треугольник образовался после переноса городской стены в 1735 году. К северу от Потсдамских ворот был заложен военный плац, ограниченный таможенной стеной, ныне Эбертштрассе, аллеей в Шарлоттенбург, ныне Бельвюштрассе, и Пушечным переулком, ныне Леннештрассе. Ещё один плац, но значительно больше по площади появился у Бранденбургских ворот — это современная площадь Республики. При Фридрихе II плац у Потсдамских ворот оказался слишком мал и в 1749 году король подарил участок под школьный сад при экономико-математической реальной школе под руководством Иоганна Юлия Геккера.
К 1825 году школьная ботаника уступила место развлечениям. На участке были возведены виллы. Во времена грюндерства их сменили представительские четырёхэтажные отели и торговые дома. В 1931 году на углу Бельвюштрассе и Эбертштрассе по проекту Эриха Мендельсона был возведён Колумбус-хаус, давший старт полному преображению Потсдамской площади.

### Разделённый Берлин
В ходе административной реформы 1 апреля 1938 года Треугольник Ленне был передан из округа Тиргартен округу Митте. Поэтому в разделённом Берлине этот земельный участок принадлежал Восточному Берлину. В повреждённом в войну Колумбус-хаусе разместилось отделение народной полиции, которое в ходе волнений 17 июня 1953 года было взято штурмом и сожжено. Последнее здание в Треугольнике Ленне стало непригодным для эксплуатации и было снесено, а в 1956—1957 годах были разобраны все местные руины. В 1961 году вдоль Эбертштрассе была возведена Берлинская стена, оказавшийся за ней пустырь Треугольника Ленне был обнесён обычным забором, в котором жители Западного Берлина проделали несколько дыр и передвигались напрямую через восточную территорию по проложенным тропинкам.

### 1988 год
31 марта 1988 года Западный Берлин и ГДР заключили соглашение об обмене территорией, согласно которому за 76 млн немецких марок Западному Берлину с 1 июля 1988 года отошли площади в размере 96,7 га, в том числе, Треугольник Ленне. В Западном Берлине по Треугольнику Ленне собирались проложить улицу.
26 мая 1988 года, ещё до передачи территории, Треугольник Ленне захватили левые активисты из Западного Берлина. Там они разбили палаточный лагерь с целью якобы защиты живой природы. Захвату благоприятствовала политическая ситуация: полиция Западного Берлина не имела права внедряться на территорию Восточного Берлина, но заблокировала участок забором из металлической решётки и пыталась контролировать узкие проходы у пограничной полосы, в то время как власти ГДР не проявляли никакого интереса к происходящему. Протестующие переименовали участок в Треугольник Кубата. Норберт Кубат был арестован 2 мая 1987 года по обвинению в нарушении норм общественного порядка в ходе первомайских демонстраций 1987 года в Кройцберге. 26 мая 1987 года он покончил с собой в следственном изоляторе, получив отказ в освобождении из-под стражи.
После передачи Треугольника Ленне Западному Берлину 1 июля 1988 года он был зачищен от демонстрантов многочисленными силами западноберлинской полиции. 182 участника захвата по самодельным лестницам и решёткам забора перелезли через Берлинскую стену в Восточный Берлин, где на пограничной полосе по предварительному согласованию с властями ГДР их ожидали грузовики. Беглецы были доставлены в одну из столовых в Восточном Берлине, где их накормили завтраком. Впоследствии небольшими группами они покинули ГДР через обычные контрольно-пропускные пункты.

### В объединённой Германии
После объединения Германии Треугольник Ленне был продан землёй Берлин за 1 немецкую марку торговому дому Hertie под строительство его головного офиса. В 1994 году Hertie был приобретён компанией Karstadt, и Треугольник Ленне соответственно перешёл в его собственность. Концерн Karstadt не считал себя связанным обязательствами Hertie перед Сенатом Берлина и совершил выгодную для себя сделку, продав в 2000 году тот же участок земли владельцу Metro AG Отто Байсхайму за 145 млн евро. Суд обязал концерн Karstadt выплатить компенсацию изначальному собственнику участка, семье Вертхайм.
После завершения реконструкции Потсдамской площади в 2004 году Треугольник Ленне находится в непосредственной близости от Sony Center и высотки BahnTower. В восточной части Треугольника разместился Центр Байсхайма с отелями сетей Ritz-Carlton и Marriott International, в западной части был разбит парк Генриетты Герц.